# باول كارول (شاعر)
باول كارول (بالإنجليزية: Paul Carroll)‏ هو شاعر أمريكي، ولد في 1926، وتوفي في 1996.